# Crying Time
Crying Time – album amerykańskiego muzyka Raya Charlesa, wydany w 1966 roku. Płyta stanowi powrót Charlesa do rhythm and bluesowego klimatu jego hitów, nagranych w wytwórni Atlantic.
Tytułowy utwór „Crying Time” uplasował się w pierwszej dziesiątce zestawienia Billboardu.
Album został zarejestrowany we własnym studiu nagraniowym Charlesa, a jego producentem był Joe Adams.

## Lista utworów
strona A
| 1. | "Crying Time" (Buck Owens)                                    | 2:57  |
|    |                                                               |       |
| 2. | "No Use Crying" (Roy Gaines, Freddie Lee Kober, J.B. Daniels) | 3:17  |
|    |                                                               |       |
| 3. | "Let's Go Get Stoned" (Ashford & Simpson, Jo Armstead)        | 3:00  |
|    |                                                               |       |
| 4. | "Going Down Slow" (St. Louis Jimmy Oden)                      | 4:03  |
|    |                                                               |       |
| 5. | "Peace of Mind" (Ray Charles, J. Holiday)                     | 2:14  |
|    |                                                               |       |
| 6. | "Tears" (Norman Newell, Robert Maxwell)                       | 4:38  |
|    |                                                               |       |
|    |                                                               | 20:09 |
|    |                                                               |       |
strona B
| 1. | "Drifting Blues" (Johnny Moore’s Three Blazers, Eddie Williams, Charles Brown) | 6:24  |
|    |                                                                                |       |
| 2. | "We Don't See Eye to Eye" (Percy Mayfield)                                     | 2:21  |
|    |                                                                                |       |
| 3. | "You're In For a Big Surprise" (Percy Mayfield)                                | 3:35  |
|    |                                                                                |       |
| 4. | "You're Just About to Lose Your Clown" (Johnny MacRae)                         | 2:01  |
|    |                                                                                |       |
| 5. | "Don't You Think I Ought To Know" (Bill Johnson, Melvin Wettergreen)           | 3:05  |
|    |                                                                                |       |
| 6. | "You've Got a Problem" (William D. Weeks, Freddy James)                        | 3:28  |
|    |                                                                                |       |
|    |                                                                                | 20:54 |
|    |                                                                                |       |